# Allosidastrum interruptum
Allosidastrum interruptum är en malvaväxtart som först beskrevs av Giovanni Battista Balbis och De Candolle, och fick sitt nu gällande namn av A. Krapovickas, P.A. Fryxell och D.M. Bates. Allosidastrum interruptum ingår i släktet Allosidastrum och familjen malvaväxter. Inga underarter finns listade i Catalogue of Life.